# سوانز غموندن
سوانز غموندن هو فريق كرة سلة نمساوي للمحترفين تأسس في سنة 1966. ينافس في الدوري النمساوي لكرة السلة.

## الإنجازات
- كأس النمسا لكرة السلة: 6

2003، 2004، 2008، 2010، 2011، 2012
- كأس السوبر النمساوية لكرة السلة: 7

2004، 2005، 2006، 2007، 2008، 2010، 2011

## أبرز اللاعبين
من أبرز اللاعبين الذين لعبوا معه:
- داريوس ديمافيتشيوس
- شارود كاري

## وصلات خارجية
- الموقع الرسمي